# Joanna Przetakiewicz
Joanna Ewa Przetakiewicz-Rooijens z domu Jaroszek (ur. 11 grudnia 1967 w Warszawie) – polska projektantka mody, przedsiębiorczyni, założycielka i dyrektorka modowej marki oraz dyrektorka kreatywna domu mody „La Mania”, radca prawny; inicjatorka akcji Era Nowych Kobiet.

## Życiorys
Jest absolwentką V Liceum Ogólnokształcącego im. księcia Józefa Poniatowskiego w Warszawie. Z wykształcenia jest prawniczką (ukończyła studia na Wydziale Prawa i Administracji UW), posiada uprawnienia radcy prawnego.
Będąc na trzecim roku studiów, wraz z ówczesną bratową założyła w 1992 firmę „Vita-Dent Centrum Stomatologiczne”, jedną z pierwszych sieci klinik dentystycznych w Polsce.
W 2010, z pomocą Karla Lagerfelda, utworzyła markę odzieżową prêt-à-porter „La Mania”, a w 2019 założyła firmę „La Mania Home” sprzedającą akcesoria do domu.
W latach 2014–2015 była jurorką polskiej edycji programu Project Runway emitowanego przez TVN. W 2017 uczestniczyła w drugiej edycji reality show Azja Express oraz wystąpiła w rozbieranej sesji zdjęciowej dla magazynu „Playboy”.
W 2018 zainicjowała ruch społeczny Era Nowych Kobiet, którego celem jest stworzenie przestrzeni dla kobiet z różnych środowisk do dzielenia się doświadczeniami i wspólnych aktywności. Za tę inicjatywę została nagrodzona podczas gali tygodnika „Wprost” – ShEO Awards 2019 w kategorii „Mentor/coach”. W ramach ruchu powstała jej książka pt. „#Nie bałam się o tym rozmawiać. Historie bez retuszu” (2020).

### Życie prywatne
W wieku 20 lat wyszła za mąż; do rozwodu doszło po 16 latach małżeństwa. Z byłym mężem ma trzech synów: Aleksandra, Filipa i Jakuba.
Była wieloletnią partnerką przedsiębiorcy Jana Kulczyka. W 2020 zawarła związek małżeński z Rinke Rooyensem.